# Andrew Walker
Andrew William Walker (Montréal, 9 giugno 1979) è un attore canadese.

## Biografia
Andrew William Walker è nato a Montréal, in Canada, figlio di Joyce Walker, una bibliotecaria, e Bruce Walker, un amministratore scolastico. Sua sorella è l'attrice e modella Jenimay Walker. Si è laureato al Vanier College, dove ha giocato a calcio e ha ricevuto una borsa di studio per giocare al Boston College. Tuttavia uno strappo al legamento crociato anteriore durante un allenamento mise fine alla sua carriera calcistica.
È sposato con l'attrice Cassandra Troy, con cui ha due figli West Walker e Wolf Reinhard Walker.
È attivo principalmente in ambito televisivo, interpretando il protagonista di molte commedie romantiche come in Una sposa per Natale, Quasi sposi e Ricetta d'amore.

## Filmografia

### Cinema
- Laserhawk, regia di Jean Pellerin (1997)
- The Score, regia di Frank Oz (2001)
- The Beach Party at the Threshold of Hell, regia di Jonny Gillette (2006)
- Steel Toes, regia di David Gow (2007)
- Fast Track (Fast Track: No Limits), regia di Axel Sand (2008)
- Sola nel buio (Penthouse North), regia di Joseph Ruben (2013)
- Loaded, regia di Chris Zonnas (2015)
- Oxalis, regia di Brian Gottlieb (2018)
- God Bless the Broken Road, regia di Harold Cronk (2018)

### Televisione
- Siete pronti? – serie TV, 1 episodio (1995)
- Radio Active – serie TV, 10 episodi (1999-2000)
- Heart: The Marilyn Bell Story, regia di Manon Briand – film TV (2001)
- Wicked Minds, regia di Jason Hreno (2003) - film TV
- Menzogne & ricatto (Lies and Deception), regia di Louis Bélanger – film TV (2005)
- Adopted, regia di Ted Wass – film TV (2005)
- Doppia trappola, regia di Richard Roy – film TV (2007)
- The Big Bang Theory - serie TV, episodio 1x14 (2008)
- Rete di bugie (Web of Lies), regia di Tristan Dubois – film TV (2009)
- Senza traccia - episodio 7x15 (2009)
- Nora Roberts - L'estate dei misteri (Carnal Innocence), regia di Peter Markle – film TV (2011)
- Against the Wall - serie TV, 13 episodi (2011)
- Flashpoint – serie TV, 1 episodio (2012)
- Alla ricerca di mamma Natale, (Finding Mrs. Claus), regia di Mark Jean – film TV (2012)
- Una sposa per Natale (A Bride for Christmas), regia di Gary Yates – film TV (2012)
- Mistero al matrimonio (Wedding Planner Mystery), regia di Ron Oliver – film TV (2014)
- Stalker – serie TV, Stagione 1 - 20 episodi (2015)
- Quasi sposi (Bridal Wave), regia di Michael Scott – film TV (2015)
- Kept Woman - Rapita (Kept Woman), regia di Michel Poulette – film TV (2015)
- Quel complicato viaggio di Natale (Debbie Macomber's Dashing Through the Snow), regia di Kristoffer Tabori – film TV (2015)
- Una stella per il ballo (Date with Love), regia di Ron Oliver – film TV (2016)
- Ricetta d'amore (Appetite for Love), regia di David Mackay – film TV (2016)
- Un desiderio a Natale (A Dream of Christmas), regia di Gary Yates – film TV (2016)
- Love on Ice, regia di Bradley Walsh – film TV (2017)
- In gioco e in amore (The Perfect Catch), regia di Steven R. Monroe – film TV (2017)
- Love Café (Love Struck Cafe), regia di Mike Robe – film TV (2017)
- Natale a Winters Inn (Snowed-Inn Christmas), regia di Gary Yates – film TV (2017)
- Amore a sorpresa (My Secret Valentine), regia di Bradley Walsh – film TV (2018)
- Wedding March 4: Something Old, Something New, regia di Peter DeLuise – film TV (2018)
- Un amore di design (Love in Design), regia di Steven R. Monroe – film TV (2018)
- Natale in Tennessee (A Christmas in Tennessee), regia di Gary Yates – film TV (2018)
- Amore in Bottiglia (Bottled with Love), regia di David Weaver – film TV (2019)
- Una dolce occasione (Merry & Bright), regia di Gary Yates – film TV (2019)
- Il Natale che ho dimenticato (Christmas on My Mind), regia di Maclain Nelson - film TV (2019)
- Dolcezze d'autunno (Sweet Autumn), regia di Gary Yates – film TV (2020)
- Il concerto di Natale (Christmas Tree Lane), regia di Steven R. Monroe – film TV (2020)
- Una pausa tutta per me (The 27-Hour Day), regia di David Winning – film TV (2021)
- Una famiglia sotto l'albero, regia di Jason Bourque – film TV (2021)
- Dying for Chocolate: A Curious Caterer Mystery regia di Anthony C. Metchie – film TV (2022)
- Natale a Maple Valley regia di Paul Ziller – film TV (2022)
- Un safari per due (A Safari Romance), regia di Leif Bristow - film TV (2023)

## Doppiatori italiani
Nelle versioni in italiano dei suoi lavori, Andrew Walker è stato doppiato da:
- Gabriele Sabatini in Natale in Tennessee, Ricetta d'amore, Natale a Christmas Island
- Francesco Pezzulli in Radio Active, CSI: NY
- Stefano Crescentini in Nora Roberts: L'estate dei misteri, Love on Ice
- Davide Lepore in CSI: Miami
- Paolo Vivio in Il Natale che ho dimenticato
- Andrea Mete in Quel complicato viaggio di Natale
- Daniele Raffaeli in Natale a Winter’s Inn
- Emiliano Reggente in In gioco e in amore
- Francesco Bulckaen in Kept Woman - Rapita
- Marco Vivio in Una sposa per Natale
- Riccardo Scarafoni in Quasi sposi
- Nanni Baldini in Flashpoint
- Andrea Lavagnino in Un amore di design
- Angelo Evangelista in Sola nel buio